# Ricatto 2 (Bambini nell'ombra)
Ricatto 2 (Bambini nell'ombra) è stata una miniserie televisiva diretta da Vittorio De Sisti e trasmessa da Canale 5 in quattro puntate nel 1991.
È il seguito de Il ricatto, miniserie trasmessa nel 1989. 

## Trama
Il commissario Massimo Fedeli (Massimo Ranieri), depresso a causa della morte di suo figlio Luca, sarà di nuovo alle prese con una spirale di intrighi criminali che lo conduce da Napoli in Germania, Spagna e infine a Beirut, dove tanti bambini vengono venduti per essere sottoposti a prelievo di organi, oggetto di traffici illeciti che coinvolge anche la Camorra.